# Jüdischer Friedhof (Sulzbach)

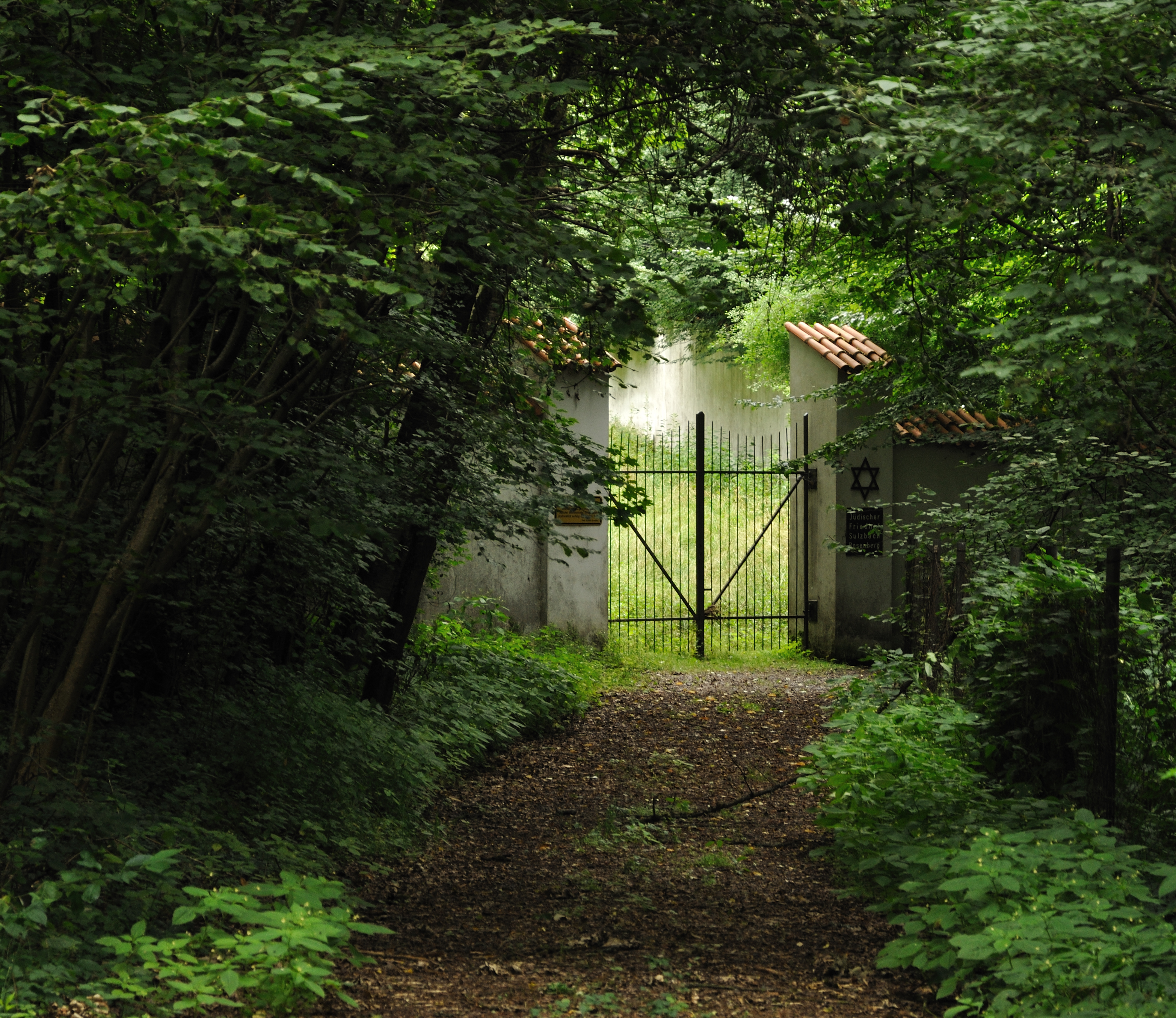
Eingang zum jüdischen Friedhof in Sulzbach

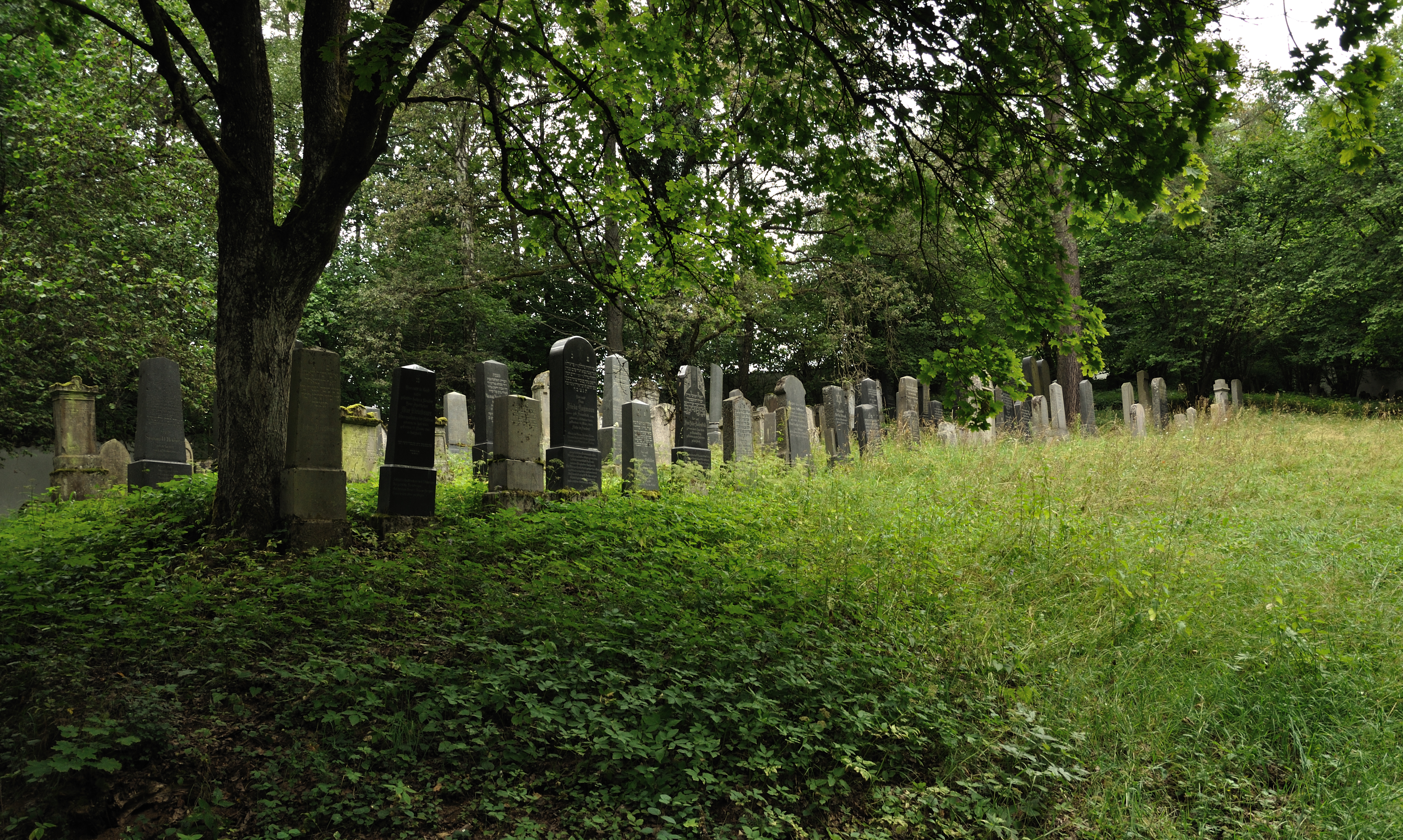
Grabsteine

Der Jüdische Friedhof Sulzbach in Sulzbach-Rosenberg, einer Stadt im Oberpfälzer Landkreis Amberg-Sulzbach in Bayern, wurde 1668 errichtet. Der jüdische Friedhof bei Etzmannshof, nördlich der Stadt in der Nähe des Sportparks, ist ein geschütztes Baudenkmal.

## Geschichte
Nachdem sich 1666 wieder Juden in Sulzbach niederlassen konnten, wurde ihnen 1667 von Herzog Christian August die Erlaubnis zur Anlage eines Friedhofes auf einem Grundstück in der sogenannten Erzhülle erteilt. Im Mai 1668 wurde mit der Beisetzung von Feustel Bloch die erste Bestattung vorgenommen.
Ende des 17. Jahrhunderts wurde eine Steinmauer um den Friedhof angelegt. Im 19./20. Jahrhundert kam es immer wieder zu schweren Schäden durch den um den Friedhof betriebenen Bergbau der Maxhütte.
Auf dem 21,50 ar großen Friedhof sind heute noch 356 Grabsteine vorhanden. Die letzte Beerdigung fand 1936 statt. Bei einer Friedhofsschändung 1972 wurden zahlreiche Grabsteine umgeworfen.